# Élections législatives de 1993 en Charente-Maritime
Les élections législatives françaises de 1993 se déroulent les 21 et 28 mars 1993. Dans le département de la Charente-Maritime, cinq députés sont à élire dans le cadre de cinq circonscriptions.

## Élus
| Circonscription | Député sortant                                     | Parti | Parti    | Député élu ou réélu | Parti | Parti     |
| --------------- | -------------------------------------------------- | ----- | -------- | ------------------- | ----- | --------- |
| 1re             | Michel Crépeau                                     |       | MRG      | Jean-Louis Léonard  |       | RPR       |
| 2e              | Jean-Guy Branger                                   |       | app. UDF | Jean-Guy Branger    |       | UDF (AD)  |
| 3e              | Roland Beix                                        |       | PS       | Xavier de Roux      |       | UDF (Rad) |
| 4e              | Pierre-Jean Daviaud suppléant de Philippe Marchand |       | PS       | Dominique Bussereau |       | UDF (PR)  |
| 5e              | Jean de Lipkowski                                  |       | RPR      | Jean de Lipkowski   |       | RPR       |

## Positionnement des partis
Les candidats d'alliance RPR-UDF et divers droite se présentent sous la bannière de l'Union pour la France et ceux du Parti socialiste derrière l'Alliance des Français pour le Progrès. Par ailleurs, Les Verts et Génération écologie s'unissent sous l'étiquette Entente des écologistes.

## Résultats

### Résultats à l'échelle du département
| Parti          | Parti                                 | Premier tour | Premier tour | Second tour | Second tour | Sièges |
| Parti          | Parti                                 | Voix         | %            | Voix        | %           | Sièges |
| -------------- | ------------------------------------- | ------------ | ------------ | ----------- | ----------- | ------ |
|                | Union pour la démocratie française    | 64 908       | 26,61        | 83 862      | 33,82       | 3      |
|                | Rassemblement pour la République      | 39 887       | 16,35        | 59 657      | 24,06       | 2      |
|                | Divers droite                         | 6 453        | 2,65         |             |             | 0      |
|                | Union pour la France                  | 111 248      | 45,61        | 143 519     | 57,88       | 5      |
|                |                                       |              |              |             |             |        |
|                | Parti socialiste                      | 37 487       | 15,37        | 59 746      | 24,09       | 0      |
|                | Mouvement des radicaux de gauche      | 22 018       | 9,03         | 44 701      | 18,03       | 0      |
|                | Alliance des Français pour le progrès | 59 505       | 24,39        | 104 447     | 42,12       | 0      |
|                |                                       |              |              |             |             |        |
|                | Les Verts                             | 11 483       | 4,71         |             |             | 0      |
|                | Génération écologie                   | 7 092        | 2,91         | 0           |             |        |
|                | Entente des écologistes               | 18 575       | 7,61         |             |             | 0      |
|                |                                       |              |              |             |             |        |
|                | Front national                        | 25 762       | 10,56        |             |             | 0      |
|                | Parti communiste français             | 18 120       | 7,43         | 0           |             |        |
|                | Le Trèfle - Les nouveaux écologistes  | 9 184        | 3,76         | 0           |             |        |
|                | Extrême gauche dont LO et PT          | 1 154        | 0,47         | 0           |             |        |
|                | Divers (Parti de la loi naturelle)    | 390          | 0,16         | 0           |             |        |
|                |                                       |              |              |             |             |        |
| Inscrits       | Inscrits                              | 389 693      | 100,00       | 391 651     | 100,00      | 5      |
| Abstentions    | Abstentions                           | 130 275      | 33,43        | 126 565     | 32,32       |        |
| Votants        | Votants                               | 259 418      | 66,57        | 265 086     | 67,68       |        |
| Blancs et nuls | Blancs et nuls                        | 15 480       | 5,97         | 17 120      | 6,46        |        |
| Exprimés       | Exprimés                              | 243 938      | 94,03        | 247 966     | 93,54       |        |

### Résultats par circonscription

#### Première circonscription (La Rochelle)
| Candidat       | Candidat                | Parti          | Premier tour | Premier tour | Second tour | Second tour |  |
| Candidat       | Candidat                | Parti          | Voix         | %            | Voix        | %           |  |
| -------------- | ----------------------- | -------------- | ------------ | ------------ | ----------- | ----------- |  |
|                | Jean-Louis Léonard élu  | RPR (UPF)      | 17 502       | 35,05        | 28 118      | 52,69       |  |
|                | Michel Crépeau sortant  | MRG (ADFP)     | 14 449       | 28,94        | 25 252      | 47,31       |  |
|                | Maurice Catalan         | FN             | 4 491        | 8,99         |             |             |  |
|                | Jacques Bessiere        | PCF            | 3 626        | 7,26         |             |             |  |
|                | Jean-François Douard    | Divers droite  | 3 307        | 6,62         |             |             |  |
|                | André Dubosc            | GÉ (EÉ)        | 2 744        | 5,50         |             |             |  |
|                | Guy Huljack             | Les Verts      | 1 513        | 3,03         |             |             |  |
|                | Marie-Thérèse Piedfroid | LT-LNÉ         | 988          | 1,98         |             |             |  |
|                | Marie-Thérèse Gérault   | LO             | 617          | 1,24         |             |             |  |
|                | Michel Baudet           | PT             | 537          | 1,08         |             |             |  |
|                | Marie-Thérèse Piquereau | PLN            | 159          | 0,32         |             |             |  |
|                |                         |                |              |              |             |             |  |
| Inscrits       | Inscrits                | Inscrits       | 78 301       | 100,00       | 78 295      | 100,00      |  |
| Abstentions    | Abstentions             | Abstentions    | 26 181       | 33,44        | 22 367      | 28,57       |  |
| Votants        | Votants                 | Votants        | 52 120       | 66,56        | 55 928      | 71,43       |  |
| Blancs et nuls | Blancs et nuls          | Blancs et nuls | 2 187        | 4,2          | 2 558       | 4,57        |  |
| Exprimés       | Exprimés                | Exprimés       | 49 933       | 95,8         | 53 370      | 95,43       |  |

#### Deuxième circonscription (Rochefort)
| Candidat       | Candidat                       | Parti          | Premier tour | Premier tour | Second tour | Second tour |  |
| Candidat       | Candidat                       | Parti          | Voix         | %            | Voix        | %           |  |
| -------------- | ------------------------------ | -------------- | ------------ | ------------ | ----------- | ----------- |  |
|                | Jean-Guy Branger sortant réélu | UDF (AD)       | 20 542       | 45,65        | 26 521      | 57,69       |  |
|                | Jean-François Fountaine        | MRG (ADFP)     | 7 569        | 16,82        | 19 449      | 42,31       |  |
|                | Jean-François Galvaire         | FN             | 5 037        | 11,19        |             |             |  |
|                | Patrick Guedon                 | PCF            | 3 752        | 8,34         |             |             |  |
|                | Yvan Poisbeau                  | Les Verts (EÉ) | 3 349        | 7,44         |             |             |  |
|                | Philippe Noël                  | PS             | 2 494        | 5,54         |             |             |  |
|                | Raymonde Gouriou               | LT-LNÉ         | 2 023        | 4,50         |             |             |  |
|                | Abderrahmane Kerzazi           | PLN            | 231          | 0,51         |             |             |  |
|                |                                |                |              |              |             |             |  |
| Inscrits       | Inscrits                       | Inscrits       | 74 490       | 100,00       | 73 481      | 100,00      |  |
| Abstentions    | Abstentions                    | Abstentions    | 26 361       | 35,39        | 24 330      | 33,11       |  |
| Votants        | Votants                        | Votants        | 48 129       | 64,61        | 49 151      | 66,89       |  |
| Blancs et nuls | Blancs et nuls                 | Blancs et nuls | 3 132        | 6,51         | 3 181       | 6,47        |  |
| Exprimés       | Exprimés                       | Exprimés       | 44 997       | 93,49        | 45 970      | 93,53       |  |

#### Troisième circonscription (Saintes)
| Candidat       | Candidat               | Parti          | Premier tour | Premier tour | Second tour | Second tour |  |
| Candidat       | Candidat               | Parti          | Voix         | %            | Voix        | %           |  |
| -------------- | ---------------------- | -------------- | ------------ | ------------ | ----------- | ----------- |  |
|                | Xavier de Roux élu     | UDF (Rad)      | 20 699       | 42,04        | 27 209      | 53,55       |  |
|                | Roland Beix sortant    | PS (ADFP)      | 15 335       | 31,15        | 23 605      | 46,45       |  |
|                | Edouard Marteau        | FN             | 4 100        | 8,33         |             |             |  |
|                | Thomas Marcel          | PCF            | 3 854        | 7,83         |             |             |  |
|                | Dominique Godineau     | Les Verts (EÉ) | 3 263        | 6,63         |             |             |  |
|                | Mauricette Gaillourdet | LT-LNÉ         | 1 981        | 4,02         |             |             |  |
|                |                        |                |              |              |             |             |  |
| Inscrits       | Inscrits               | Inscrits       | 76 168       | 100,00       | 76 152      | 100,00      |  |
| Abstentions    | Abstentions            | Abstentions    | 24 055       | 31,58        | 22 385      | 29,4        |  |
| Votants        | Votants                | Votants        | 52 113       | 68,42        | 53 767      | 70,6        |  |
| Blancs et nuls | Blancs et nuls         | Blancs et nuls | 2 881        | 5,53         | 2 953       | 5,49        |  |
| Exprimés       | Exprimés               | Exprimés       | 49 232       | 94,47        | 50 814      | 94,51       |  |

#### Quatrième circonscription (Royan - Jonzac)
| Candidat       | Candidat                    | Parti          | Premier tour | Premier tour | Second tour | Second tour |  |
| Candidat       | Candidat                    | Parti          | Voix         | %            | Voix        | %           |  |
| -------------- | --------------------------- | -------------- | ------------ | ------------ | ----------- | ----------- |  |
|                | Dominique Bussereau élu     | UDF (PR)       | 23 667       | 47,69        | 30 132      | 60,79       |  |
|                | Pierre-Jean Daviaud sortant | PS (ADFP)      | 11 353       | 22,88        | 19 434      | 39,21       |  |
|                | Alain Bellu                 | FN             | 5 561        | 11,21        |             |             |  |
|                | Michelle Carmouse           | PCF            | 3 428        | 6,91         |             |             |  |
|                | Christophe Bultel           | Les Verts (EÉ) | 3 358        | 6,77         |             |             |  |
|                | Danielle Mahieu             | LT-LNÉ         | 2 257        | 4,55         |             |             |  |
|                |                             |                |              |              |             |             |  |
| Inscrits       | Inscrits                    | Inscrits       | 79 634       | 100,00       | 82 629      | 100,00      |  |
| Abstentions    | Abstentions                 | Abstentions    | 26 120       | 32,8         | 29 235      | 35,38       |  |
| Votants        | Votants                     | Votants        | 53 514       | 67,2         | 53 394      | 64,62       |  |
| Blancs et nuls | Blancs et nuls              | Blancs et nuls | 3 890        | 7,27         | 3 828       | 7,17        |  |
| Exprimés       | Exprimés                    | Exprimés       | 49 624       | 92,73        | 49 566      | 92,83       |  |

#### Cinquième circonscription (Royan - Oléron)
| Candidat       | Candidat                        | Parti          | Premier tour | Premier tour | Second tour | Second tour |  |
| Candidat       | Candidat                        | Parti          | Voix         | %            | Voix        | %           |  |
| -------------- | ------------------------------- | -------------- | ------------ | ------------ | ----------- | ----------- |  |
|                | Jean de Lipkowski sortant réélu | RPR (UPF)      | 22 385       | 44,63        | 31 539      | 65,37       |  |
|                | Henri Georges Dubois            | PS (ADFP)      | 8 305        | 16,56        | 16 707      | 34,63       |  |
|                | Pascal Markowsky                | FN             | 6 573        | 13,11        |             |             |  |
|                | Pascal Revolat                  | GÉ (EÉ)        | 4 348        | 8,67         |             |             |  |
|                | Jacques Guiard                  | PCF            | 3 460        | 6,90         |             |             |  |
|                | Vincent Tourne                  | UDI            | 3 146        | 6,27         |             |             |  |
|                | Georgette Turquois              | LT-LNÉ         | 1 935        | 3,86         |             |             |  |
|                |                                 |                |              |              |             |             |  |
| Inscrits       | Inscrits                        | Inscrits       | 81 100       | 100,00       | 81 094      | 100,00      |  |
| Abstentions    | Abstentions                     | Abstentions    | 27 558       | 33,98        | 28 248      | 34,83       |  |
| Votants        | Votants                         | Votants        | 53 542       | 66,02        | 52 846      | 65,17       |  |
| Blancs et nuls | Blancs et nuls                  | Blancs et nuls | 3 390        | 6,33         | 4 600       | 8,7         |  |
| Exprimés       | Exprimés                        | Exprimés       | 50 152       | 93,67        | 48 246      | 91,3        |  |